# 마쓰오카 요시히코
마쓰오카 요시히코(일본어: 松岡 良彦, 1977년 7월 29일 ~ )는 일본의 전 축구 선수이다.

## 구단 경력
과거 비셀 고베에서 활동하였다.